# رکورد ساعت

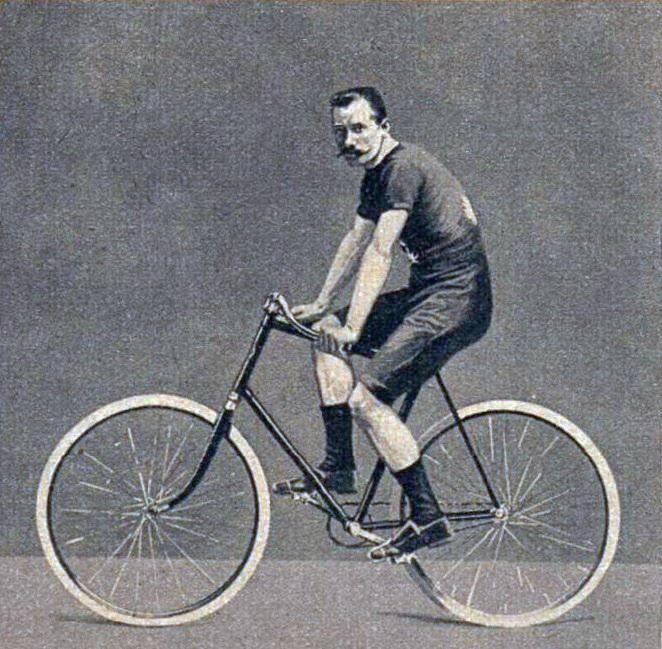
آنری دگرانژ (۱۸۹۳) از رکوردداران این ورزش

رکورد ساعت (انگلیسی: Hour record) بیشترین مسافتی است که یک دوچرخه‌سوار می‌تواند در زمان یک ساعت طی کند. این حد نصاب به صورت انفرادی در پیست گرفته می‌شود و باارزش‌ترین رکورد دوچرخه‌سواری به‌شمار می‌رود؛ رکوردی که بارها بین دوچرخه‌سواران آماتور و حرفه‌ای دست‌به‌دست شده است.